# Pigritia
Pigritia é um gênero de traça pertencente à família Agonoxenidae.